# Skärsläckare
Skärsläckare är ett system som i huvudsak används vid brandbekämpning. Systemet producerar en fin vattendimma som injiceras genom konstruktionen från brandrummets utsida. Släckning sker i huvudsak genom brandgaskylning.
Skärsläckningstekniken verkar genom att vatten och ett skärmedel blandas och pressas ut genom ett speciellt munstycke under högt tryck (>250 bar) som skär igenom alla kända byggnads- och konstruktionsmaterial på mycket kort tid. Metoden medger ett säkert angrepp av brand och brandgaser från utsidan av ett brandrum. Eftersom ingångshålet blir litet, så tillförs inget syre vilket påtagligt ökar släckeffektiviteten i det brandutsatta utrymmet. Kombinerade insatser med skärsläckare, värmekamera och övertrycksventilation (PPV) har visat sig vara mycket effektiva vid en mångfald bränder. Skärsläckaren används dagligen runt om i världen.

## Historik
Inom Luleå räddningstjänst förelåg behov av att förbättra förmågan att ta hål i tak. En arbetsgrupp bildades. En brandman (Fingal) undrade om det inte var möjligt att skära hål med vatten under högt tryck. Fingal och Foppa Forsberg sändes till Göteborg för att på plats studera så kallad kall skärning av kemikaliefartyg. Företaget Cold Cut System kontaktades. Dessa blev intresserade och hjälpte räddningstjänsten i det fortsatta arbetet  med håltagning av tak. Projektets omfattning blev så stort att räddningstjänsten i Luleå kontaktade statens räddningsverk för att utverka ytterligare medel till projektet. Två tjänstemän från verket kom till Luleå räddningstjänst för att verka för projektets nedläggning. Efter två dagar, och när diskussionerna givit för handen att även brandsläckning med högtryck var aktuellt fick projektet leva vidare. ( Obs CCS deltog ej i dessa diskussioner. Senare övertogs projektet av CCS och dess chef Lars G Larsson.
Skärsläckarens teknik och metod utvecklades och patenterades av sjökapten Lars G. Larsson 1997 i samband med att dåvarande Räddningsverket (nuvarande Myndigheten för samhällsskydd och beredskap (MSB)) sökte partner för att ta fram teknik för säker håltagning i takkonstruktioner. Tekniken som Lars G. Larssons företag, Cold Cut Systems, tillhandahöll visade sig ha en mycket gynnsam släckeffekt i brandrummet i samband med håltagningstest.

## Skärsläckarens huvudsakliga fördelar
- Ökar brandmännens säkerhet & förbättrar arbetsmiljön eftersom bränder kan bekämpas från en säker position från utsidan av en brinnande byggnad/konstruktion.
- En snabb insats med skärsläckare dämpar brandförlopp och ger räddningsledaren tidsutrymme att planera insatsen så att en bättre totaleffektivitet kan uppnås. Genom tidiga insatser med skärsläckare kan övertändningar undvikas och brandspridning begränsas.
- Vattenskador från brandsläckningen står för mer än 50% av kostnaderna vid stora bränder. Skärsläckaren har visat sig vara ett ovärderligt verktyg i syfte att reducera skadeomfattningen på ett sätt som ingen annan utrustning idag klarar.

## Metod
Skärsläckarmetoden har i inledningsskedet utvecklats av svenska räddningstjänster, i första hand Luleå räddningstjänst, Södra Älvsborgs Räddningstjänstförbund, MSB och Lunds Tekniska Högskola. Arbetet med metoden har även fortsatt utanför Sveriges gränser i t.ex. EU-projekten EUFireFight.

## Utbildning
I Sverige ingår skärsläckning som ett obligatoriskt utbildningsmoment i den tvååriga eftergymnasiala utbildningen (SMO, Skydd mot olyckor). Utbildningen är till för den som vill bli brandman och arbeta med räddning och säkerhet.